# Johan Oedman
Johan Petri Oedman eller Ödman, född 21 oktober 1682 i Borås, död 21 oktober 1749 i Tanums socken, Bohuslän, var en svensk präst och författare, känd för sin bok Chorographia Bahusiensis thet är: Bahus-Läns Beskrifning (1746).

## Biografi
Johan Oedman var son till rådmannen i Borås Peter  Ödman (1655–1692) och dennes hustru Elisabet Hansdotter Lander.  Efter faderns död gifte modern om sig med prästen Andreas eller Anders Bornander (1667–1749), och Oedman växte upp med denne som styvfar. Bornander var först präst på Nya Älvsborg men tillträdde 1701 som kyrkoherde i Bro socken, idag i Lysekils kommun. 
Oedman gick i skola i Göteborg och blev 1703 student vid Lunds universitet, där han 1709 blev magister. Han hade då även studerat i Uppsala och Rostock. Efter prästvigning samma år var han först adjunkt vid domkyrkan i Göteborg. Han blev sedan 1711 kallad till regementspastor i den svenska staden Wismar i Nord-Tyskland. Han   blev 1719 kyrkoherde i Tanums socken, där han förblev resten av livet. Han efterträdde 1735 sin styvfar som kontraktsprost i Vikornes kontrakt och bevistade i denna funktion 1746 års riksdag. Han avled vid 67 års ålder av "ålderdoms bräcklighet".

## Författarskap
Oedmans verk har den fullständiga titeln 
Chorographia Bahusiensis thet är: Bahus-läns beskrifning, så til thesz natur, art och beskaffenhet under fred och feigd i gamla urminnes tider under danska regeringen, som til thesz nu warande tilstånd sedan thet kom, genom freds-fördrag  under Sweriges crono, både hwad inbyggarenas wäsende, handel ock näring i alla stånd widkommer, som ock alla the märckwärdigheter, man kunnat på alla orter i hwart giäl utur dystra mörckret upleta ock nu i dagsliuset bringa.. Ordet chorographia, försvenskat korografi, har det grekiska förledet χῶρος, khoros sompå svenska blir "plats". En korografi alltså en beskrivning av en plats eller ett område, vilket också går fram av den långa förklarade titeln. Man skall alltså få veta "allt" om Bohuslän, ordnat efter geografiska principer.  
Boken är resultatet av ett idogt samlande, men Oedman återger sitt material utan  minsta kritiska urskiljning, och han har i eftertid kritiserats för tidstypisk övertro. Hans verk har  utgivits i faksimil nyare tid, senast 1983, och är numera också tillgängligt elektroniskt.
Oedmans övriga författarskap utgörs på svenska av en hyllningsskrift till drottning Ulrika Eleonoras kröning 1719 samt på latin av en historisk-politisk och en teologisk skrift.  Magistergradsavhandlingen, också på latin, som han försvarade 1709, har preses, Haqvin Stridsberg, som författare.

## Familj
Johan Oedman var gift två gånger, men hans och hans hustrurs familjeförhållanden är inte fullständigt utredda i tillgängliga källor. Det första äktenskapet ingicks 1714 med Sofia Agatha Buchardus (Sophia Agatha Burcharda?), dotter till tyske kyrkoherden i Göteborg. I detta äktenskapföddes en dotter Catharina, men modern dog i barnsäng. Det andra äktenskapet ingicks 16 februari 1720 med Anna Maria Trogelia, nybliven änka efter kyrkoherden i Skredsvik Torgier Claaudii Bruhn (stavning?) och med fyra små barn att försörja.
I det nya äktenskapet föddes också fyra barn. Två söner, Petter Ödman (1721–1763) och Andreas Theodorus Ödman (1722–1771) studerade som fadern teologi. Trots långvariga studier blev dock Petter aldrig präst utan slutade sina dagar 42 år gammal som klockare i Tanum. Andreas Theodorus gjorde tre resor som skeppspräst med Ostindiska kompaniet till Kina. Efter hemkomsten blev han 1768 komminister i Tanums pastorat, men dog tre år senare i en ålder av 49 år. Dödsorsaken anges liksom för brodern Petter som lungsot.

## Stavningen av namnet
Oedman är ett sätt att återge namnet Ödman med ett alfabet som saknar bokstaven Ö. För en författare av akademiska skrifter på latin kan detta vara naturligt, men Johan Oedman skrev sitt namn med Oe också som författare av Chorographia, som är helt skriven på svenska. Hans nära släktingar, inklusive hans söner, omtalas genomgående med den vanliga stavningen av namnet, och det gäller också han själv i vissa personhistoriska smammanhang.  Utan att veta hur han själv skrev sitt namn till vardags har artikeln om honom fått det namn som han är mest känd under, författarens.